# Kitchen
Kitchen (（キッチン）) é o primeiro romance escrito pela autora japonesa Banana Yoshimoto, publicado em 1988. A tradução para o inglês ocorreu em 1993, por Megan Backus, e o título Kitchen se tornou um título mundial. 
Embora haja uma certa influência ocidental no estilo de Yoshimoto, Kitchen é reconhecidamente um exemplo de literatura japonesa contemporânea. Recebeu críticas favoráveis de publicações como The Independent, The Times e The New Yorker. 
A maioria das edições contém uma novela intitulada Moonlight Shadow, que também lida com temas como luto e amor.
Duas adaptações cinematográficas de Kitchen foram feitas, uma na televisão japonesa em 1989 e outra em Hong Kong, por Yim Ho, em 1997.

## Enredo
Em Kitchen, uma jovem japonesa chamada Mikage Sakurai luta para superar a morte da avó. Gradualmente ela se aproxima de um dos amigos da falecida, Yuichi, que trabalha em uma floricultura, e termina por morar com ele e com sua mãe transexual, Eriko.
Da paixão de Mikage por cozinhas até o seu trabalho como assistente de um professor de culinária e as múltiplas cenas em que a comida é meramente apresentada, Kitchen é uma pequena janela para a vida de uma garota japonesa e suas descobertas sobre comida e amor no meio de uma tragédia como pano de fundo.
Em Moonlight Shadow, uma mulher chamada Satsuki perde seu namorado Hitoshi em um acidente de carro e conta-nos: "Na noite em que ele morreu, minha alma fugiu para algum outro lugar e eu não consegui trazê-la de volta". Ela então se torna amiga do irmão do falecido, Hiiragi, cuja namorada morreu no mesmo acidente. Em uma noite de insônia, andando, ela conhece uma estranha chamada Urara, que também perdera alguém especial. Urara apresenta Satsuki para uma experiência mística, que a faz encontrar forças para continuar vivendo.